# Ahmed Abdallah Abderamane
Ahmed Abdallah Abdéremane (en arabe : أحمد عبد الله عبد الرحمن), né le 12 juin 1919, mort le 26 novembre 1989, est un homme d'affaires et homme politique comorien, longtemps membre du Parlement français (Sénat) ensuite chef de l'État comorien à plusieurs reprises.

## Biographie
Ahmed Abdallah est né à Domoni, sur la côte est de l'île d'Anjouan. Fils de famille riche et noble, il est d'abord préparateur de vanille et commerçant sous la houlette d'un frère aîné, Said Ali Abdallah Abderemane, qui fait du commerce entre Madagascar et les Comores. En 1946, en tant que notable influent, il devient homme politique en se faisant élire au conseil général des Comores. Il est alors dans le sillage de Said Mohamed Cheikh le fondateur du parti Vert.
Président du conseil général en 1950, il travaille ensuite (1953) à Paris avec Saïd Mohamed Cheikh  député à l'Assemblée nationale avant d'être élu lui-même au Sénat en 1959. Il s'assure parallèlement un contrôle quasi total de la production de vanille de l'île d'Anjouan et réinvestit ses profits dans l'achat de plantations, surtout à Mayotte.
En 1958, le gouvernement français contraint la société Comores Bambao à revendre des parcelles de ses considérables domaines. Ahmed Abdallah, qui fait partie du groupe de travail sur la réforme foncière, est aussi un des premiers acquéreurs.
À partir de 1961 et du régime d'autonomie interne accordé par la France, Ahmed Abdallah accroît sa fortune en important le riz, aliment de base des Comoriens. Acheté à bas prix, car subventionné par la métropole, ce produit est revendu au prix fort. C'est ainsi qu'il met au point un redoutable réseau de clientélisme.
Il est réélu au sénat français en 1968. À la mort de Saïd Mohamed Cheikh en 1970, il s'allie au RDPC, mais souhaite accélérer le processus d'indépendance et adhère à l'Union démocratique des Comores. Il contribue à la chute du gouvernement de Saïd Ibrahim et à la suite du succès des Verts aux élections locales de décembre 1972, il devient président du Conseil de gouvernement (Premier ministre) des Comores (décembre 1972).
Il démissionne du Sénat le 9 janvier 1973. C'est lui qui négocie à Paris les accords du 15 juin 1973 avec le gouvernement français, négociation qui ouvre la voie à l'indépendance des Comores.
Le 22 décembre 1974, l'ensemble des quatre îles se prononce à 95 % pour l'indépendance, mais à Mayotte où Ahmed Abdallah, propriétaire de nombreuses terres est impopulaire, on dénombre 65 % de « non » à l'indépendance.
Selon les indépendantistes, le gouvernement de Jacques Chirac ne se conforme pas aux règles du droit international en permettant à Mayotte de rester française. Cette décision, confirmée par le Parlement français, le 3 juillet 1975, est un camouflet pour Ahmed Abdallah, qui riposte en proclamant unilatéralement l'indépendance le 6 juillet 1975 et en devenant le premier chef d'État des Comores indépendantes. Pas pour longtemps, car le 3 août 1975, il est renversé par un coup d'État organisé par Ali Soilih et le mercenaire français Bob Denard sur l'île de la Grande Comore. Ahmed Abdallah est délogé de l'île d'Anjouan par une centaine de « mapinduzi » (militaires militants) encadrés par des mercenaires. Il part alors en exil en France.
Il reprend le pouvoir en mai 1978, par un nouveau coup d'État toujours organisé par le mercenaire Bob Denard. À son retour, le 21 mai, il est accueilli de façon triomphale et proclame à des journalistes occidentaux médusés : « Il faut que je me refasse. » Il installe alors un pouvoir autocratique dans lequel l’opposition n’est que tolérée. Le 23 octobre 1978, il est élu président de la république fédérale islamique des Comores. Il est le seul candidat.
En 1982, Ahmed Abdallah dissout tous les partis politiques et crée un parti unique, l'Union comorienne pour le progrès (Parti bleu). Peu à peu, le régime devient dictatorial, encadré par les mercenaires qui contrôlent le pays et évitent plusieurs tentatives de coup d'État. Certains opposants du régime sont exécutés ou disparaissent pendant cette période. Seul candidat à être autorisé à se présenter aux élections, Ahmed Abdallah est réélu le 30 septembre 1984, et son parti remporte la totalité des sièges à l'Assemblée fédérale le 22 mai 1987.
Il ouvre son pays aux investisseurs étrangers, surtout sud-africains, dans les domaines du tourisme et de la pêche. En échange, Moroni devient pour l'Afrique du Sud une base arrière pour des opérations contre le Mozambique et la France contourne via les Comores l’embargo international instauré contre le régime d'apartheid. Capable de grande générosité, en payant le mariage de certains, en offrant le pèlerinage à La Mecque à d'autres, il vit sobrement et ne profite guère de sa fortune. Mais sur les dernières années de sa vie, il s'enferme de plus en plus dans ses résidences, entouré des mercenaires dont on murmure parfois qu'il est l'otage, tandis que la corruption se développe de façon considérable.
Bob Denard met sur pied une Garde présidentielle et sert de premier conseiller à Ahmed Abdallah Abderamane. Surnommé le « vice-roi des Comores », il est parfois considéré comme le véritable dirigeant de l'archipel. Ses mercenaires prennent le contrôle d'une partie de l'économie comorienne comme l'import-export et le tourisme.
C'est au moment où de vives tensions opposent Ahmed Abdallah et Bob Denard que, le 26 novembre 1989, Abdallah est assassiné par balle en présence de Denard. Le lendemain de sa mort, le 27 novembre 1989, Saïd Mohamed Djohar prend la tête d'un gouvernement provisoire,.
Ahmed Abdallah avait 70 ans. Les circonstances exactes de sa mort restent mystérieuses. La réprobation internationale qui suit cet homicide permet à la France d'imposer le départ des mercenaires. Abdallah laisse à sa famille une fortune considérable mais un pays miné par la corruption et au développement économique insuffisant. Les procès successifs tenus à Paris contre Bob Denard sur cet assassinat n'ont jamais élucidé ni le contexte ni l'auteur du meurtre. En revanche, Bob Denard et son lieutenant, Dominique Malacrino, sont acquittés de ce meurtre, le 20 mai 1999, par un jury à la cour d'assises de Paris.
Ahmed Abdallah repose depuis dans son mausolée à Domoni au côté de sa femme.

## En son honneur
- Le port de Mutsamudu à Anjouan porte désormais son nom.
- Un boulevard porte son nom dans sa ville natale.
- Tous les ans, une cérémonie religieuse lui est consacrée dans son mausolée.